# Tressa
La Tressa è un torrente che attraversa parte della provincia di Siena, nella Toscana meridionale.
Il corso d'acqua nasce a ovest della città di Siena, presso la località di Marciano, e costeggia in direzione sud la strada statale 223 di Paganico; prosegue poi lungo la via Cassia e attraversa la frazione di Isola d'Arbia. Dopo 13 km nel comune di Siena, il torrente attraversa il comune di Monteroni d'Arbia – e per un brevissimo tratto anche quello di Asciano – fino a confluire nell'Arbia presso la frazione di Ponte a Tressa.